# Stenichneumon alpicola
Stenichneumon alpicola är en stekelart som först beskrevs av Joseph Kriechbaumer 1872.  Stenichneumon alpicola ingår i släktet Stenichneumon och familjen brokparasitsteklar. Inga underarter finns listade i Catalogue of Life.